# أناتولي فيكتوروفيتش بوريسوف
أناتولي فيكتوروفيتش بوريسوف (15 فبراير 1933 - 13 نوفمبر 1969) هو فنان رسام توضيحي وفنان جرافيكي وعضو اتحاد الفنانين في الاتحاد السوفييتي.